# Drávanémeti
Drávanémeti (horvátul: Nemetin) falu Horvátországban, Eszék-Baranya megyében. Közigazgatásilag Eszékhez tartozik.

## Fekvése
Eszék központjától 6 km-re délkeletre, a Szlavóniai-síkság szélén, a Dráva jobb partján, az Eszéket Erdőddel összekötő út mentén fekszik.

## Története
Az ókorban „Ad Labores” katonai őrállomás állt a helyén, ezt az itt talált késő császárkori épületmaradványok és a VI Herculia légió téglabélyegei is alátámasztják. Itt haladt át a Mursáról (Eszék) Teutoburgium (Dálya) felé menő római út. A római uralmat 441-ben a hunok söpörték el. A középkorban ez a terület Eszék peremvidékének számított, itt haladt át a másik jelentős birtokközpont, Erdőd felé vezető út. Általában „Nemepty”, „Nemethi”, „Nemiti”, „Nempti” formában szerepel a középkori oklevelekben. Első írásos említése 1389-ben történt „Nemethy” alakban, amikor szántai Lackfi és a Kórógyi család birtoka volt. 1460-ben a szekcsői Herczeg családé. 1471-ben és 1482-ben a Bethlen, a Grabarjai, a Beriszló és Dezső grófi család birtokaként említik. Közben 1474 előtt a monoszlói Csupor, 1474-ben pedig a Matucsinai család birtoka is volt. 1482-ben egy pálos kolostort, vagy romot is említenek itt a Dráva partján. A közelében volt a középkori Valkó és Baranya megye határa. A török 1526-ban a mohácsi csata előestéjén teljesen elpusztította. Az 1580 körül kelt török defterben „Nemetino puszta” néven az eszéki náhije részeként mint kihalt település szerepel.  Ezt követően még közel 300 évig puszta volt. 
A második katonai felmérés térképén „Nemetin” néven bukkan fel újra. Így valószínűleg a 18. század végén, vagy a 19. század elején keletkezett. A térkép zártkerti jellegű települést ábrázol szőlő és gyümölcsös ültetvényekkel, közöttük szétszórtan elhelyezkedő házakkal, a Dráva partján vízimalommal. Egészen az 1960-as évekig nem volt önálló település, végig Eszékhez tartozott. Lakosságát is csak 1971-ben számlálták meg először önállóan, akkor 483-an lakták. Itt volt Eszék város folyami kikötője. 1991-ben lakosságának 82%-a horvát, 12%-a szerb, 2%-a jugoszláv nemzetiségű volt. A délszláv háború idején a kikötő működése megszűnt és a teljes terület alá volt aknázva. Drávanémeti volt a helyszíne a délszláv háború egyik legnagyobb fogolycseréjének 1992. augusztus 14-én, amikor 662 horvát katona és polgári személy térhetett vissza a jugoszláv hadsereg és a szerb szabadcsapatok fogságából. A legtöbbjüket a szávaszentdemeteri fogolytáborban tartották fogva. A fogolycserével boszniai horvátok és bosnyákok egy csoportja is felszabadult. A 15. évfordulón az esemény helyszínén emlékművet állítottak. 2006-ban az ipari övezet létesítése előtt történt meg a terület aknamentesítése. A településnek 2011-ben 139 lakosa volt.

## Lakossága
| Lakosság változása | Lakosság változása | Lakosság változása | Lakosság változása | Lakosság változása | Lakosság változása | Lakosság változása | Lakosság változása | Lakosság változása | Lakosság változása | Lakosság változása | Lakosság változása | Lakosság változása | Lakosság változása | Lakosság változása | Lakosság változása |
| ------------------ | ------------------ | ------------------ | ------------------ | ------------------ | ------------------ | ------------------ | ------------------ | ------------------ | ------------------ | ------------------ | ------------------ | ------------------ | ------------------ | ------------------ | ------------------ |
| 1857               | 1869               | 1880               | 1890               | 1900               | 1910               | 1921               | 1931               | 1948               | 1953               | 1961               | 1971               | 1981               | 1991               | 2001               | 2011               |
| 0                  | 0                  | 0                  | 0                  | 0                  | 0                  | 0                  | 0                  | 0                  | 0                  | 0                  | 483                | 477                | 400                | 177                | 139                |

(1961-ig lakosságát Eszékhez számították.)

## Gazdaság
A település gazdaságát a megyeszékhely közelsége döntően meghatározza. A népesség legnagyobb része Eszékre jár dolgozni, kisebb részben pedig a mezőgazdaságban tevékenykedik. Itt található Eszék tranzitkikötője (jelenleg nem működik) és egyik ipari övezete.

## Nevezetességei
1962 folyamán az eszéki Szlavónia Múzeum munkatársa, M. Bulat a szlavóniai és baranyai limes (római katonai határ) topográfiai kutatásának részeként terepbejárást végzett itt és a régi Dráva teraszának egyik részén számos római tégladarabot talált. Ezért feltételezte, hogy a Dráva-mocsarain és a Dráván áthaladó római út keresztezte a település Suvatovo nevű részét. Az utat valószínűleg facölöpökre építették, mely alapján e helyet Bulat professzor kapcsolatba hozta a római forrásokból ismert „Ad Labores” településsel. A középkori fazekasság apró töredékeinek felszíni leletei itt egy kisebb középkori település létét is valószínűsítik.